# Taibong
Taibong est un arrondissement du Cameroun situé dans la région de l'Extrême-Nord et le département du Mayo-Kani. Il recouvre le territoire de la commune de Dziguilao.

## Organisation territoriale
Outre Dziguilao et ses quartiers, la commune comprend les villages suivants :
- Barlang
- Danhou
- Domba
- Dongrossé
- Golonghini
- Goundaye
- Goundaye Maporé
- Mbrondong
- Soueye